# تيكن 5: دارك ريزوركشن
تيكن 5: دارك ريزوركشن (باليابانية: 鉄拳5 DARK RESURRECTION) أو (تيكن: دارك ريزوركشن في نسخة بلاي ستيشن بورتبل) هي لعبة قتال وتحديث للعبة بلاي ستيشن 2 تيكن 5.

## الشخصيات

### الشخصيات العائدة
- آنا ويليامز
- أسوكا كازاما
- قائمة شخصيات تيكن
- بروس إرفن
- برايان فيوري
- كريستي مونتيرو
- كريغ ماردك
- Devil Jin
- إيدي غوردو
- قائمة شخصيات تيكن
- غانريو
- هيهاتشي ميشيما
- هوورانغ
- جاك-5
- جين كازاما
- جينباتشي ميشيما
- جوليا تشانغ
- كازويا ميشيما
- ملك
- كوما II
- لي تشاولان
- لي وولونغ
- لينغ شاويو
- مارشال لاو
- موكوجين
- نينا ويليامز
- باندا
- بول فينيكس
- ريفن
- قائمة شخصيات تيكن
- ستيف فوكس
- وانغ جينري
- يوشيمتسو

### الشخصيات الجديدة
- آرمر كينغ 2
- ليلي
- سيرغاي دراغونوف

## وصلات خارجية
- Tekken: Dark Resurrection Official website (باليابانية)
- Tekken 5: Dark Resurrection Online Official website (باليابانية)